# Samarin (lægemiddel)
 For alternative betydninger, se Samarin. (Se også artikler, som begynder med Samarin)
Samarin er et godkendt receptfrit lægemiddel, som er syre-neutralisernde. 
Midlet er produceret af det svenske firma Cederroth, siden 1923.  Navnet er registreret som varemærke.
Produktet er et frugtsalt, som  anvendes mod halsbrand, sure opstød  etc. 
Saltet, som findes i form af brusetabletter eller pulver, blandes med vand før brug.

## Ekstern henvisning og kilde
- Samarins hjemmeside

| Farmakologi | Spire Denne artikel om farmakologi er en spire som bør udbygges. Du er velkommen til at hjælpe Wikipedia ved at udvide den. |